# Rhipidura rufifrons
Rhipidura rufifrons е вид птица от семейство Rhipiduridae. Видът е незастрашен от изчезване.

## Разпространение
Разпространен е в Австралия, Индонезия, Микронезия, Северни Мариански острови, Папуа-Нова Гвинея, Соломоновите острови и Източен Тимор.